# FileZilla Server
FileZilla Server（ファイルジラ・サーバ）は、自由かつオープンソースのFTPサーバで、Microsoft Windows 上で動作する。ソースコードは、SourceForge.net にある。

## 機能・特徴
FTPのほか次の諸機能をサポートしている。
- アップロード/ダウンロードの帯域制限
- 圧縮
- SSL/TLSによる暗号化（FTPS）
- メッセージログ（デバッグおよびリアルタイムのトラフィック監視用）
- LAN内へのアクセス限定や、LAN外からのトラフィックのみへの限定

ウィンドウの下部にあるFileZilla Serverの内のユーザー接続マネージャには、その時点で接続しているユーザーやアップロード/ダウンロードの種別などが表示される。運用者は、必要ならそのセッションを切断したり、そのユーザーのIPアドレスからのアクセスを禁止したりできる。この管理ウィンドウには、実行中のファイル転送の状態がリアルタイムで表示される。